# Veado-mateiro-pequeno
O veado-mateiro-pequeno (nome científico: Mazama bororo) também conhecido por veado-bororó-de-são-paulo ou veado-vermelho é uma pequena espécie de cervídeo, endêmico do Brasil, do gênero Mazama. Ocorre exclusivamente na ecorregião das florestas da Serra do Mar, mas as únicas populações selvagens são conhecidas ocorrem na Serra de Paranapiacaba, no Parque Estadual Intervales. Provavelmente a espécie ocorria desde o leste de Santa Catarina até o sul de São Paulo e ainda ocorre em outras unidades de conservação, como o Parque Estadual Carlos Botelho e o Parque Estadual de Jacupiranga.
Seu porte é muito semelhante ao do veado-mão-curta (M. nana), mas a coloração lembra o veado-mateiro (M. americana), que é maior. Se assemelha a um híbrido entre essas duas espécies, mas difere principalmente por conta do cariótipo. Pesa cerca de 25 kg e mede até 50 cm na altura da cernelha. Muito pouco se sabe a cerca da biologia da espécie e a maior parte das informações provém de relatos imprecisos de moradores das regiões em que habita. Aparentemente, é um animal solitário e crepuscular, como o veado-mateiro (M. americana) e se alimenta principalmente de frutos.
A IUCN considera a espécie como "vulnerável", mas ela não consta na lista do IBAMA. Apesar disso, consta na lista de espécies ameaçadas do estado de São Paulo como "vulnerável" e no Paraná, como "deficiente de dados". Estima-se que a população não ultrapasse 5 500 animais. Além da fragmentação e perda do habitat, a espécie é ameaçada principalmente pela caça indiscriminada e pela coleta ilegal do palmito-juçara (Euterpe edulis), que geralmente está associada à caça também.